# Beni Mered
Beni Mered (în arabă بني مراد) este o comună din provincia Blida, Algeria.
Populația comunei este de 34.860 de locuitori (2008).